# 부두다구
부두다구(Bududa)는 우간다 동부에 위치한 구로, 행정 중심지는 부두다이며 면적은 11,732km2, 인구는 146,000명(2006년 인구 조사 기준)이다.
행정 구역상으로는 동부 주에 속하며 북쪽으로는 시론코 구, 동쪽으로는 케냐 서부 주와 접한다.

## 같이 보기
- 우간다의 행정 구역